# (3159) Prokofʹev
(3159) Prokofʹev (1976 US2) ist ein ungefähr sieben Kilometer großer Asteroid des mittleren Hauptgürtels, der am 26. Oktober 1976 von der russischen (damals: Sowjetunion) Astronomin Tamara Michailowna Smirnowa am Krim-Observatorium (Zweigstelle Nautschnyj) auf der Halbinsel Krim (IAU-Code 095) entdeckt wurde. Er gehört zur Maria-Familie, einer Gruppe von Asteroiden, die nach (170) Maria benannt ist.

## Benennung
(3159) Prokofʹev wurde nach dem aus dem Russischen Kaiserreich stammenden sowie sowjetisch-russischen Physiker und Hochschullehrer Wladimir Konstantinowitsch Prokofjew (1898–1993) benannt. Er war ein bekannter Experte für Atomspektroskopie und Emissionsspektralanalyse, Professor an der Staatlichen Universität Sankt Petersburg und der Lobatschewski-Universität Nischni Nowgorod sowie seit 1961 Mitarbeiter des Krim-Observatoriums. Er trug viel zur ultravioletten spektroskopischen Forschung bei und entdeckte das Vorhandensein von Sauerstoff in der Atmosphäre der Venus. Von 1970 bis 1973 war er Präsident der 44. Kommission der Internationalen Astronomischen Union (Weltraum und Hochenergieastrophysik).